# Appendix Perottina
L'Appendix Perottina è la sezione, composta di 32 favole, tradizionalmente posta in fondo alla raccolta di Fedro.

## Origine
Nel 1470 l'umanista Niccolò Perotti, vescovo di Siponto, trascrisse per suo nipote una serie di favole traendole da codici oggi perduti, sia di Fedro stesso sia di Aviano.
L'autografo di Perotti fu scoperto a Parma nella biblioteca Farnese nel 1727 da Jacques Philippe D'Orville; perso nuovamente, fu ritrovato a Napoli nel 1808 dall'abate Andrès.
Grazie a questa scoperta si è capito che Perotti, nel ricopiare le favole, possedeva una raccolta più ampia o comunque diversa da quella giunta a noi, divisa in 5 libri e tramandata dal manoscritto P (Pithoeanus), oggi conservato alla Pierpont Morgan Library di New York.

## Struttura
Nell'Appendix i titoli delle favole sono un riassunto delle morali, che sono state tolte dai racconti. Questo il contenuto dei racconti:
1. Simius et vulpes; 2-3. Auctor; 4. Mercurius et duae mulieres; 5. Prometheus et Dolus; 6. Nihil diu occultum; 7-8. Auctor; 9. Aesopus et scriptor; 10. Pompeius Magnus et eius miles; 11. Iuno, Venus et gallina; 12. Pater familias et Aesopus; 13. Aesopus et victor gymnicus; 14. Asinus ad lyram; 15. Mulier vidua et miles; 16. Duo iuvenes sponsi dives et pauper; 17. Aesopus et domina; 18. Gallus lectica a felibus vectus; 19. Scrofa parturiens et lupus; 20. Aesopus et servus profugus; 21. Equus quadrigalis in pistrinum venumdatus; 22. Ursus esuriens; 23. Viator et corvus; 24. Pastor et capella; 25. Serpens et lacerta; 26. Cornix et ovis; 27. Servus et dominus; 28. Lepus et bubulcus; 29. Meretrix et iuvenis; 30. Fiber; 31. Papilio et vespa; 32. Terraneola et vulpes.
Anche la Appendix attesta il carattere variegato della favola di Fedro, che spazia dall'apologo classico di tipo esopico a molti aneddoti di vita quotidiana, riferiti a personaggi celebri o anche a rielaborazioni poetiche di fabulae Milesiae.